# Gbarnga
Gbarnga är en stad i centrala Liberia, och är den administrativa huvudorten för countyt Bong County. Gbarnga hade 34 046 invånare vid folkräkningen 2008, vilket gör den till landets fjärde största stad.

## Vänorter
- Baltimore, USA